# Hydroporus dichrous
Hydroporus dichrous är en skalbaggsart som beskrevs av F. E. Melsheimer 1844. Hydroporus dichrous ingår i släktet Hydroporus och familjen dykare. Inga underarter finns listade i Catalogue of Life.